# 平和のための結集決議
国際連合総会決議377 A、通称「平和のための結集」決議（へいわのためのけっしゅうけつぎ、英語: "Uniting for Peace" resolution）は、国際的な平和・安全を維持するために国際連合が行動する必要があるにもかかわらず、常任理事国(P5)の全会一致の合意が得られないために国際連合安全保障理事会（安保理）が必要な行動をとることができない場合、国際連合総会が安保理に代わって行動することができるという決議である。総会は、国際的な平和・安全を維持・回復するために、必要に応じて武力の行使を含む集団的措置について国連加盟国に適切な勧告を行うことができる。
この決議は「アチソンプラン」とも呼ばれ、常任理事国が拒否権を行使して安保理が国連憲章で定められた機能を遂行するのを妨害している場合に、国連に別の行動手段を提供することを目的としている。
安保理が膠着状態に陥った場合、総会が迅速に行動を起こすことができるように、決議では「緊急特別総会」(ESS)という仕組みを設けた。緊急特別総会はこれまでに11回招集され、最後の招集は2022年の第11回緊急特別総会である。ただし、第10回緊急特別総会は何度も休会と再開を繰り返し、2021年現在でも閉会されていない。第10回緊急特別総会の会合は2000年以降で10回以上開催されている。

## 決議
"Reaffirming the importance of the exercise by the Security Council of its primary responsibility for the maintenance of international peace and security, and the duty of the permanent members to seek unanimity and to exercise restraint in the use of the veto, ...
Conscious that failure of the Security Council to discharge its responsibilities on behalf of all the Member States… does not relieve Member States of their obligations or the United Nations of its responsibility under the Charter to maintain international peace and security,
Recognizing in particular that such failure does not deprive the General Assembly of its rights or relieve it of its responsibilities under the Charter in regard to the maintenance of international peace and security, ...
Resolves that if the Security Council, because of lack of unanimity of the permanent members, fails to exercise its primary responsibility for the maintenance of international peace and security in any case where there appears to be a threat to the peace, breach of the peace, or act of aggression, the General Assembly shall consider the matter immediately with a view to making appropriate recommendations to Members for collective measures, including in the case of a breach of the peace or act of aggression the use of armed force when necessary, to maintain or restore international peace and security."

日本語訳

安全保障理事会が国際的な平和と安全の維持に対する主要な責任を果たすことの重要性と、常任理事国が全会一致を求め、拒否権の行使を自制する義務を再確認し、（中略）
安全保障理事会が全加盟国を代表してその責任を果たせなかったとしても、加盟国はその義務を免れず、国際連合は国際の平和と安全を維持するという憲章上の責任を免れないことを意識し、
特に、そのような失敗が、国際的な平和と安全の維持に関する憲章の下での総会の権利を奪い、その責任を免除するものではないことを認識し、
安全保障理事会が、常任理事国の全会一致を欠いたために、平和への脅威、平和の破壊、または侵略行為があると思われるいかなる場合においても、国際的な平和と安全の維持のための主要な責任を行使しなかった場合、総会は、国際的な平和と安全を維持または回復するために、平和の破壊または侵略行為の場合には必要に応じて武力の行使を含む集団的措置について加盟国に適切な勧告を行うことを目的として、直ちにその問題を検討することを決議する。

## 起源
「平和のための結集」決議は、アメリカ合衆国が主導し、1950年10月に7か国共同で提出されたものである。これは、朝鮮戦争の期間中（1950年6月25日 - 1953年7月27日）に、ソビエト連邦がさらなる拒否権を行使するのを回避する手段とするためだった。
この決議案は、14日間に及ぶ総会での討議の結果、同年11月3日に賛成52-反対5-棄権2で採択された。
決議案377 Aの採択に向けた最終日の議論では、アメリカの国連代表ジョン・フォスター・ダレスが、決議案提出の主な動機として、朝鮮戦争に具体的に言及した。

韓国への武力攻撃が始まり、1931年のパターンが実際に繰り返され始め、第三次世界大戦が始まるかもしれないと思われました。そして、その侵略に対して集団的な抵抗を即興で行うことを可能にした一連の偶発的な状況がなければ、そうなっていたかもしれないと思うのです。

ダレスが言及した「偶発的な状況」とは、主として、朝鮮戦争勃発時にソ連が安保理をボイコットしていたことである。中華人民共和国を中国の正当な代表として承認しないことに対する不満から、ソ連は1950年1月から安保理の会議を欠席しており、会議に復帰したのは同年8月1日だった。そのおかげで、韓国への支援を認めた安保理決議83（1950年6月27日）と安保理決議84（1950年7月7日）が採択され、北からの「武力攻撃を撃退する」ために韓国に国連軍を設置することができたのである。もし、6月と7月にソ連が安保理に出席していたら、関連決議案に対しソ連はほぼ間違いなく拒否権を行使していただろうし、アメリカもそのことを十分に認識していたことは、上記の発言からも明らかである。

## 「7か国共同決議案」に関する総会での議論
総会での377 Aに関する議論では、以下のような重要な発言があった。

### アメリカ合衆国
我々の決議を受けて、侵略行為を速やかに衆目に晒すことを保証するシステムを加盟国が実際に構築し、集団的な力を維持し、必要な場合にはその力を速やかに使用する意志と方法の両方を持つならば、第三次世界大戦は永久に回避されるかもしれません...。もしここで、侵略者だけが恐れる必要のあるプログラムを全会一致で採用することができれば、平和を愛する全ての人にとって、非常に心強いものとなるでしょう。
私たちは、抵抗する集団的意志を確実に組織しなければなりません。もし安全保障理事会がそうしないのであれば、本総会は残存する勧告権を行使して、できることをしなければなりません...。
この決議が定める道を世界が歩めば、憲章の理想にどんどん近づいていくでしょう――ジョン・フォスター・ダレス

### イギリス
ソ連は...憲章の下では決して規定されていない力を理事会に帰属させています。常任理事国間の意見の相違により、侵略に直面して理事会自体を無力化してしまうことにより、全世界の組織がこの問題から手を洗い、侵略に身を任せるべきだと主張する力です。理事会はそのような権利を持ったことはありません。実際、サンフランシスコで憲章を作成した人たちが、世界の人々の希望や願いとあまりにもかけ離れた提案に身を投じたとは考えられません。
この決議は、侵略しようとする者に、世界を敵に回す危険性があることを知らせることで、侵略の可能性を低くするのに役立つはずです。
平和を愛する全ての国は、この決議の通過が象徴する平和の力の強化を歓迎しなければなりません――ケネス・ヤンガー

### フランス
フランスは憲章を、憲章全体を支持します...。平和と安全が危機に瀕している場合、フランスは、総会と安全保障理事会が、この憲章によって課せられた全ての責任を負うべきだと考えます。
世界の平和と安全を守るために作られたこの機構全体が、平和と安全への脅威があるときに不活性のままであることは考えられません。そして、もし...そのような不活性化の危険が本当にあるならば、私たちは自分たちの慣習、方法、規則、解釈を見直さなければなりません。
わが代表団は、原則の適用を確実にする手段である憲章を改正する必要はないと考えていました。決議案は、安全保障理事会の能力、責任、権限を侵害するものではありません。安保理はその役割を果たすべきであり、それで十分です。しかし、何らかの理由で安保理がその役割を果たせなくても、それによって国際連合が麻痺することはありません。総会の（緊急）特別会合が24時間以内に召集され、総会は平和と安全の維持または再確立のために必要と思われる勧告を討議し、採択することができます――ジャン・ショヴェル

### ソビエト連邦
英米圏のまとめ役は、昨日と今日、ソ連に対する扇動的な演説の中で、起こりうる侵略者に対する牽制を組織したいという印象を与えようとしました。あたかも我々の軍隊が全ての国で戦争をしているかのように! あたかも我々が、海・空・その他の基地の燃えるような輪で世界を囲んでいるかのように! あたかも我々が猛烈な軍拡競争を行い、納税者である一般のアメリカ人が提供しなければならない何千万ドルものお金を毎日費やしているかのように! あたかも我々が本当に原爆を禁止したくないかのように! しかし、この決議案は、原爆の非合法化を確実にする必要性にさえ言及していません!
我々は原爆の…原爆の使用の禁止の決定を確実にするために、5年ほど前から模索してきたはずです。
私たちは、国連憲章第10条の基本的な規定に基づいて議論しています。すなわち、総会は、別段の定めがある場合を除き、国際連合の機関、ひいては安全保障理事会などの機関の権限と機能に関するあらゆる事項について討議し、勧告を行うことができるというものです。ただし、2つの例外が設けられています。一つは、全ての事項に適用されるもので、第12条第1項に記載されている、安全保障理事会がこれらの問題を検討しているとき、またはこれらの問題に関する機能を行使しているとき、総会はいかなる勧告も行わないものとするというものである。もう一つの例外は、第11条第2項の最後の文で、総会で検討される可能性のある問題が強制措置を必要とする場合には、必ず安全保障理事会に付託しなければならないとしています。ただし、基本的な留保があります。それは、「武力の行使を伴わない」措置を総会が決定できるというものです。外交関係の断絶は、武力の行使を伴わない措置です。経済関係の中断は、武力の行使を伴わない強制措置です――アンドレイ・ヴィシンスキー

## 「平和のための結集」決議の発動
「平和のための結集」決議は、1951年から2022年の間に13回発動された。安保理が8回、総会が5回発動している。そのうち11回は緊急特別総会が招集された。

### 安保理による発動

#### 中東（1956年） - フランス、イギリスが拒否権行使 - 第1回緊急特別総会
安保理決議119により発動した。「平和のための結集」が制定されたのはソ連の拒否権に対抗するためだったが、最初に使用されたのは、予想に反してNATO加盟国であるフランスとイギリスの2か国に対するものだった。1956年10月29日にイスラエルがエジプトに侵攻し、第二次中東戦争（スエズ危機）が勃発したが、これは英仏政府が手を回したものだった。10月30日に安保理決議119が採択され、「平和のための結集」決議が初めて発動された。この決議に英仏は反対したが、これは拒否権を行使できない手続事項のため、採決を阻止することはできなかった。
第1回緊急特別総会は1956年11月1日から11月10日まで開催された。11月7日、総会は決議1001を採択し、敵対行為の停止を確保し監督するための第一次国際連合緊急軍(UNEF I)を設立した。総会は独自の決議により、UNEF Iを設立しただけでなく、「即時停戦」を要求し、「全ての加盟国がこの地域に軍事物資を持ち込まないように」と勧告し、軍事制裁を認めた。

#### ハンガリー（1956年） - ソ連が拒否権行使 - 第2回緊急特別総会
ハンガリー動乱に対して、安保理決議120により発動した。第2回緊急特別総会「ハンガリー情勢」が招集され、ハンガリーへの外国の介入に関する調査委員会を義務付ける決議1004(ES-II)など5本の決議が採択された。

#### 中東（1958年） - ソ連が拒否権行使 - 第3回緊急特別総会
安保理決議129により発動した。第3回緊急特別総会「中東情勢」が招集され、ヨルダンとレバノンからの外国軍の早期撤退を求める決議1237(ES-III)が採択された。

#### コンゴ（1958年） - ソ連が拒否権行使 - 第4回緊急特別総会
コンゴ動乱に対して、安保理決議157により発動した。第4回緊急特別総会「コンゴ情勢」が招集され、決議1474/Rev.1/(ES-IV)が採択され、事務総長に対し、安保理決議に基づいて精力的な行動を継続するよう要請するとともに、全ての加盟国に対し、コンゴのための国連基金への緊急の自発的拠出を求め、国連を通さずに軍事支援を行わないように訴えた。

#### バングラデシュ（1971年） - ソ連が拒否権行使 - 緊急特別総会なし
安保理決議303により発動した。第26回通常総会が開催され、この問題が「東パキスタン難民に対する国連支援」という議題で扱われたため、緊急特別総会は招集されなかった。

#### アフガニスタン（1980年） - ソ連が拒否権行使 - 第6回緊急特別総会
アフガニスタン紛争 (1978年-1989年)に対して、安保理決議462により発動した。第6回緊急特別総会「アフガニスタン情勢」が招集され、外国軍のアフガニスタンからの即時・無条件・全面撤退を求める決議ES-6/2が採択された。

#### 中東（1982年） - 米国が拒否権行使 - 第9回緊急特別総会
レバノン内戦でのイスラエルの侵攻に対して、安保理決議500により発動した。第9回緊急特別総会「中東情勢」が招集され、イスラエルを「平和を愛さない国」と宣言し、加盟国にイスラエルへのいくつかの措置を適用するよう求める決議ES-9/1が採択された。

#### ウクライナ（2022年） - ロシアが拒否権行使 - 第11回緊急特別総会
2022年ロシアのウクライナ侵攻に対して、安保理決議2623により発動した。

### 総会による発動

#### 朝鮮（1951年） - ソ連が拒否権行使
ソ連が朝鮮情勢について3回拒否権を行使した後、安保理理事国6か国が総会に朝鮮情勢について検討するよう要請した(A/1618)。その後、安保理はこの議題を削除したため、総会は国連憲章第11条に基づいて自由に討議することができた。決議498(V)で、総会は次のように「平和のための結集」決議の文言を用いた。

安全保障理事会は、常任理事国の全会一致を得られなかったため、中国共産党の朝鮮半島への介入に関して、国際的な平和と安全の維持のための主要な責任を果たせなかったことに留意する。

#### 中東（1967年） - ソ連が9票を獲得できず - 第5回緊急特別総会
ソ連の要請(A/6717)により発議され、投票(98-3-3)により招集が決定した。第5回緊急特別総会「中東情勢」が招集され、イスラエルにエルサレムでの一方的な措置を撤回するよう求める決議2253(ES-V)、2254(ES-V)など6本の決議が採択された。

#### パレスチナ（1980年） - アメリカが拒否権行使 - 第7回緊急特別総会
セネガルによる招集要請(A/ES-7/1)により発動した。第7回緊急特別総会「パレスチナ問題」が招集され、イスラエルに対し1967年以降に占領した地域から無条件かつ全面的に撤退することを求める8つの決議(ES-7/2 - ES-7/9)が採択された。

#### ナミビア（1981年） - フランス、イギリス、アメリカが拒否権行使 - 第8回緊急特別総会
ジンバブエの要請(A/ES-8/1)により発動した。第8回緊急特別会合「ナミビア問題」が招集され、1981年9月3日から9月14日まで行われた。
最終会合の結論として、国連総会は決議A/RES/ES-8/2を採択した。

南アフリカによるナミビアの不法占拠と、南アフリカによる近隣諸国への度重なる侵略行為が、国際的な平和と安全の侵害を構成していることを宣言し、
国際連合憲章第7章に基づく南アフリカに対する包括的な強制制裁を提案する決議案に対し、1981年4月30日に西側常任理事国3か国によって拒否権を行使されたことにより、安全保障理事会が国際的な平和と安全の維持に関する主要な責任を行使できなかったことを遺憾と懸念をもって受け止め、
6. 加盟国、専門機関およびその他の国際機関に対し、南西アフリカ人民機構がナミビア解放のための闘争を強化できるよう、同機構への支援および物質的、財政的、軍事的、その他の援助を強化し、持続させることを要請し、
13. 国際的な平和と安全に対する南アフリカの脅威に鑑み、全ての国に対し、同憲章の規定に従って同国に包括的な強制制裁を課すよう要請し、
14. 南アフリカを政治的・経済的・軍事的・文化的に完全に孤立させるために、各国が個別にも集団的にも南アフリカとの全ての取引を直ちに中止することを強く促し、

特定の国に対する経済的・外交的・文化的制裁を総会が承認したのは、これが初めてだった。軍事制裁については、1956年11月7日に開催された第1回緊急特別総会の決議1001ですでに認めていた。

#### パレスチナ（1997年） - アメリカが拒否権行使 - 第10回緊急特別総会
カタールによる招集要請(A/ES/10/1)により発動した。第10回緊急特別総会「パレスチナ問題」が招集され、国際司法裁判所に勧告的意見を求める決議ES-10/14などが採択された。2021年現在も閉会はされていない。

## 平和のための結集と安保理の拒否権
総会で平和のための結集決議が採択され、その結果として慣習国際法となった総会の権限の解釈を考えれば、安保理の拒否権の問題は乗り越えられると主張されてきた。この決議は、国連憲章に基づき、安保理が平和維持の「主たる責任」を果たせなかった場合、総会が国際的な平和と安全を回復するために必要なあらゆる行動をとることを、常任理事国は妨げることはできないし、妨げるべきではないという宣言である。このような解釈では、国連憲章によって、総会は国際的な平和と安全に関する問題についての「二次的責任」ではなく、「最終的責任」を与えられていると考えられる。国連の様々な公式・準公式の報告書では、平和のための結集決議は、安保理の拒否権を無効にする仕組みを総会に提供するものであると明確に言及している。

## 国際司法裁判所における平和のための結集決議の取り扱い
ICJ, Certain Expenses of the United  Nations (Article 17, paragraph 2, of the Charter), Advisory Opinion of 20 July  1962, ICJ Reports 1962, p. 151.
ICJ, Legal Consequences for States of  the Continued Presence of South Africa in Namibia (South West Africa)  notwithstanding Security Council Resolution 276 (1970), Advisory Opinion, ICJ Reports 1971, p. 16.
ICJ, Legal Consequences of the  Construction of a Wall in the Occupied Palestinian Territory, Advisory Opinion, ICJ Reports 2004,  p. 136.